# 星川清孝
星川 清孝（ほしかわ きよたか、1904年1月28日 - 1993年7月11日）は、日本の漢文学者。学位は文学博士。

## 略歴
佐賀県小城郡小城町生まれ。1926年旧制大阪高等学校文科乙類卒業、1929年東京帝国大学文学部支那文学科卒業。松本高等学校教授、水戸高等学校教授を経て、茨城大学教授、1970年定年退官し名誉教授。桜美林大学教授、1979年に定年退休。
1959年「楚辞の研究」で、九州大学・文学博士の学位を取得、1962年同著で第14回読売文学賞（研究・翻訳部門）を受賞。

## 著書
- 『故事成語精解』山海堂、1952。学習研究新書
- 『古文真宝選新解』明治書院、1956、新版1980、2003
- 『故事熟語辞典』山海堂、1957
- 『楚辞の研究』養徳社、1961
- 『陶淵明 中国詩人選』集英社コンパクト・ブックス、1967
  - 『中国名詩鑑賞 1　陶淵明』小沢書店、1996。小沢クラシックス 世界の詩
- 『明解 古文真宝・文章軌範』明治書院、1969
- 『中国古典新書　楚辞』明徳出版社、1970
- 『楚辞入門』日本文芸社ダルマ・ブックス、1973
- 『菜根譚入門 仕官・保身の心得』日本文芸社ダルマ・ブックス、1974

## 共編著・校注
- 『詩文精粋』吉田賢抗共編、明治書院、1950、新版1991
- 『古文真宝新鈔』吉田賢抗共編、明治書院 1956、訂正版1990
- 『新釈漢文大系16　古文真宝 後集』明治書院、1963
  - 『新書漢文大系8　古文真宝』明治書院、1996、新版2002。柚木利博編（各・新書版での抜粋）
- 沈徳潜編『漢詩大系 5　古詩源 下』集英社、1965、復刊1980ほか
  - 新装版『漢詩選5　古詩源 下』集英社、1997
- 『新釈漢文大系9・10 古文真宝 前集 上・下』明治書院、1967
  - 『新書漢文大系16　古文真宝<前集>』明治書院、2003。白石真子編
- 『新釈漢文大系 34　楚辞』明治書院、1970
  - 『新書漢文大系23　楚辞』明治書院、2004。鈴木かおり編
- 『新釈漢文大系70・71 唐宋八大家文読本 一・二』明治書院、1976。全7巻[4]
  - 『新書漢文大系30　唐宋八大家文読本<韓愈>』明治書院、2006。白石真子編